# Comté de Moffat
Pour les articles homonymes, voir Moffat.
Le comté de Moffat est un comté du Colorado. Son siège est Craig. L'autre municipalité du comté est Dinosaur.
Créé en 1911, le comté est nommé en l'honneur de l'homme d'affaires David Moffat.

## Démographie
| 1920  | 1930  | 1940  | 1950  | 1960  | 1970  |
| ----- | ----- | ----- | ----- | ----- | ----- |
| 5 129 | 4 861 | 5 086 | 5 946 | 7 061 | 6 525 |

| 1980   | 1990   | 2000   | 2010   | - | - |
| ------ | ------ | ------ | ------ | - | - |
| 13 133 | 11 357 | 13 184 | 13 795 | - | - |